# Alexandra Riley
Alexandra "Ali" Lowe Riley, född 30 oktober 1987 i Los Angeles, är en amerikansk-nyzeeländsk fotbollsspelare (försvarare/mittfältare) som spelar för Angel City.
Sedan 2007 spelar Riley i Nya Zeelands damlandslag. 2020 återkom hon till Damallsvenskan och FC Rosengård för vilka också spelat 2012–2018. Tillsammans med FC Rosengård har Riley vunnit Damallsvenskan tre gånger, 2013, 2014 och 2015. 2018 spelade Riley för engelska laget Chelsea och 2019 för Bayern München. I februari 2020 skrev hon på för Orlando Pride i USA men då deras liga stoppats till följd av coronaviruspandemin blev det åter aktuellt att återvända till Malmö.

## Biografi

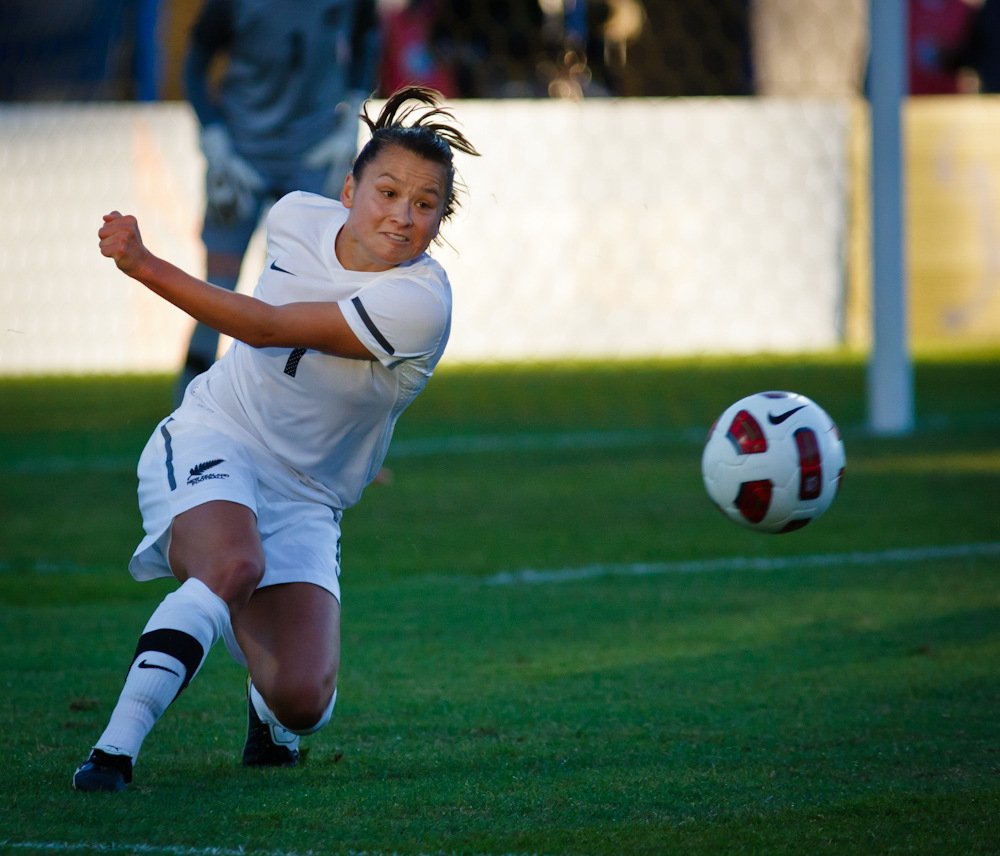
Alexandra Riley i en match för mot Australien för Nya Zeelands damlandslag 2011.

Alexandra Riley är uppväxt i Los Angeles med en nyzeeländsk far och en amerikansk mor. Hon har dubbelt medborgarskap och har aldrig bott i Nya Zeeland men har spelat för landslaget sedan 2007.
Under uppväxten spelade hon för skollag och collegefotboll för Stanford Universitys lag Stanford Cardinal. Vid Stanford studerade hon psykologi. Efter collegefotbollen gick Riley till proffsligan och laget FC Gold Pride i utkanten av San Francisco. Laget lades ner efter en säsong på grund av ekonomiska problem. Hon gick då över till New York-laget Western New York Flash och spelade där ett år innan hela den amerikanska ligan ställdes in. I New York hade hon spelat tillsammans med Caroline Seger som tipsade Riley om LDB FC Malmö (som sedan 2013 heter FC Rosengård) och sedan 2012 har hon spelat för laget. Under hennes första säsong i laget kom de på andra plats i Damallsvenskan efter vinnarna Tyresö FF. Säsongerna 2013–2014 och 2014–2015 vann FC Rosengård serien.